# إداوكنظيف
إدَوْكْنِضِيف هي جماعة قروية تابعة لإقليم شتوكة آيت باها ضمن جهة سوس ماسة درعة بالمغرب. بلغ عدد سكانها عام 2004 حوالي 3,151 نسمة يعيشون في 864 أسرة.

## إحصاء عام
| السنة | عدد السكان | عدد الأسر | عدد الأجانب |
| ----- | ---------- | --------- | ----------- |
| 1994  | 3959       | 965       | °°°°        |
| 2004  | 3151       | 864       | 0           |

## دواوير الجماعة
تيزيرت -إفولوسن - تكساس - دار وامان - ادارنو - تيكمي واف - امزخسان - تفغلت - تمايلت - تنرارت - تيفراضن - ماداو - تيوليت - ايوفيس - اسغركيس - دوضاض - تيزركان - إزوكاين - إمحيلن - تبنانات -إعدلان-تحكات-إزعرين.....